# Saturna Island
Saturna Island är en ö i provinsen British Columbia i Kanada, i den södra delen av landet, 3 600 km väster om huvudstaden Ottawa. Arean är 31 kvadratkilometer.
Terrängen på Saturna Island är lite kuperad. Öns högsta punkt är 395 meter över havet. Den sträcker sig 5,6 kilometer i nord-sydlig riktning, och 12,4 kilometer i öst-västlig riktning.